# Мар'янівська сільська рада (Маловисківський район)
| Мар'янівська сільська рада — колишній орган місцевого самоврядування у Маловисківському районі Кіровоградської області з адміністративним центром у с. Мар'янівка. Сільській раді підпорядковані населені пункти: - с. Мар'янівка - с. Вись - с. Заріччя - с. Ковалівка - с. Матусівка - с. Олексіївка - с. Павлівка |

## Склад ради
Рада складалася з 16 депутатів та голови.

### Керівний склад ради
| ПІБ                            | Основні відомості                                                 | Дата обрання | Дата звільнення |
| ------------------------------ | ----------------------------------------------------------------- | ------------ | --------------- |
| Тененика Олександр Миколайович | Сільський голова, 1961 року народження, освіта                    | 26.03.2006   | 31.10.2010      |
| Тененика Олександр Миколайович | Сільський голова, 1961 року народження, освіта вища, безпартійний | 31.10.2010   |                 |

Примітка: таблиця складена за даними джерела

## Населення
Згідно з переписом УРСР 1989 року чисельність наявного населення села становила 2540 осіб, з яких 1154 чоловіки та 1386 жінок.
За переписом населення України 2001 року в селі мешкала 2191 особа.

### Мова
Розподіл населення за рідною мовою за даними перепису 2001 року:
| Мова       | Відсоток |
| ---------- | -------- |
| українська | 94,91 %  |
| російська  | 2,95 %   |
| білоруська | 0,82 %   |
| молдовська | 0,50 %   |
| вірменська | 0,36 %   |
| інші       | 0,46 %   |